# Île Fourchue
L'Île Fourchue est une île française située entre les îles de Saint-Martin et Saint-Barthélemy et rattachée à la collectivité de Saint-Barthélemy. Elle est située au nord-ouest de l'île de Saint-Barthélémy à environ 5 kilomètres de celle-ci. Auparavant, l’Île Fourchue était appelée "Five Island" en raison de ces cinq sommets.

## Histoire
L’Île Fourchue est connue comme le lieu de retraite de Balthazar Bigard, immigrant marseillais fuyant la révolution française - Saint-Barthélemy étant à l'époque territoire suédois. Victor Hugues le nomme consul de la République en 1794 et le charge d'enrôler et affranchir des esclaves pour renforcer les troupes françaises de Guadeloupe.
Il finit par acquérir la nationalité suédoise, vivant séparé du reste du monde et passant à la Fourchue avec ses fils métissés les 14 dernières années de sa longue vie. Il mourut en 1827 à l’âge de 85 ans et est enterré sur cette île.

## Réserve naturelle
L'île Fourchue  et les îlots  de Petite Islette et au Vert, font partie de la réserve naturelle nationale de Saint-Barthélemy.
La Petite Islette, est un îlot de 1,3 ha et 33 m de haut situé à l’extrémité ouest de Fourchue ; il a été reconnu comme une zone importante pour la conservation des oiseaux (ZICO) par BirdLife International car il abrite une colonie de reproduction de fous bruns. Trois espèces de reptiles sont présentes : l’iguane des Petites Antilles (endémique des Petites Antilles), l’anole d’Anguilla et l’ameiva des Caraïbes.